# Rhizotrogus caspicus
Rhizotrogus caspicus är en skalbaggsart som beskrevs av Ménétriès 1832. Rhizotrogus caspicus ingår i släktet Rhizotrogus och familjen Melolonthidae. Inga underarter finns listade i Catalogue of Life.